# Ernest Hébert
Ernest Hébert (Grenoble, 3 novembre 1817 – La Tronche, 5 novembre 1908) è stato un pittore francese.

## Biografia
Antoine Auguste Ernest Hébert, nato dalla famiglia agiata di un notaio e cugino di Stendhal, fa i suoi primi studi a Grenoble e inizia contemporaneamente a prendere lezioni di pittura da Benjamin Rolland, allievo di David e conservatore del Museo cittadino. La madre Amélie acquista nel 1821 la villa di La Tronche dove Ernest passerà l'ultima parte della sua vita, morirà e sarà sepolto, in una tomba edificata nel giardino.
I suoi genitori si separano nel 1834 ed Ernest va a studiare legge a Parigi, ma la sua autentica passione è la pittura e così finisce per frequentare gli atelier di David d'Angers e di Paul Delaroche.
Vince nel 1839 il Prix de Rome con La coupe de Joseph trouvée dans le sac de Benjamin. Il conseguente soggiorno a Roma con lo studio nell'Accademia di Francia diretta da Ingres gli accende una passione per l'Italia che durerà tutta la vita: a Roma in particolare, passerà complessivamente quasi trenta anni della sua vita. Dopo otto anni rientra a Parigi dove espone al Salon del 1850 Malaria, un quadro ispirato alla Campagna romana.

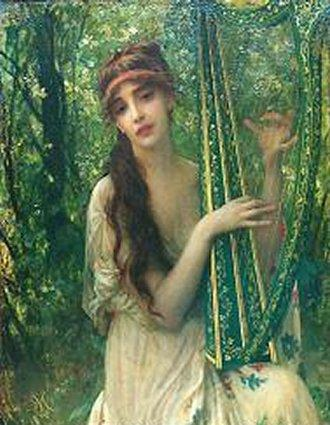
La Musica, 1880

Dopo il successo del suo Bacio di Giuda nel 1853, è nominato cavaliere della Legion d'onore; nel 1855 è a Roma e vi ritorna ancora l'anno seguente per trasferirsi, fino al maggio 1858, a Cervara di Roma, luogo allora quasi primitivo. Vi dipinge diverse opere, come Rosanera alla fontana, Il picco di Cervara, Una strada di Cervara, Portatrice d'acqua, Le donne di Cervara. In Italia rimarranno diverse sue opere, come Roma sdegnata, La piccola Medea, Famiglia di ciociari e Il piccolo brigante.
Il suo accademismo, venato di romanticismo, si indirizza dagli anni Settanta verso le forme della pittura simbolista. In Francia è un pittore di successo che ricerca ed è ricercato dalla mondanità e dalla stessa famiglia imperiale: dipinge il ritratto di Napoleone III, di Carlotta Bonaparte, della principessa di Wittgenstein. Ufficiale della Legion d'onore nel 1867, da quell'anno è inviato a Roma a dirigere l'Accademia di Francia fino al 1873; commendatore della Légion d'honneur l'anno dopo, tornerà ancora a dirigere l'Accademia dal 1885 al 1891. Lì incontrerà e sarà maestro del giovane Jules Aviat.
Dal 1875 al 1884 decora, con il mosaico rappresentante Cristo che mostra la Francia a un angelo, l'abside del Panthéon di Parigi. Negli ultimi anni si ritira nella sua villa di La Tronche dove continua la sua attività di ritrattista mondano e dove muore nel 1908. La moglie, Gabrielle d'Uckermann, raccoglie i dipinti del marito e trasforma la residenza in un museo inaugurato nel 1934, donato poi dal figlio adottivo René Patris d'Uckermann al Dipartimento dell'Isère nel 1979. A Parigi, accanto al Musée d'Orsay, gli è dedicato un altro museo.

## Opere
- 1846: Danse orientale, La Tronche, Musée Hébert
- 1849: Malaria, Paris, Musée d'Orsay
- 1850: Portrait de l'artiste, Compiègne
- 1850: Portrait de Madame Hébert, mère de l'artiste , Parigi, Musée Hébert
- 1852: Veduta romana in un paesaggio tempestoso, La Tronche, Musée Hébert

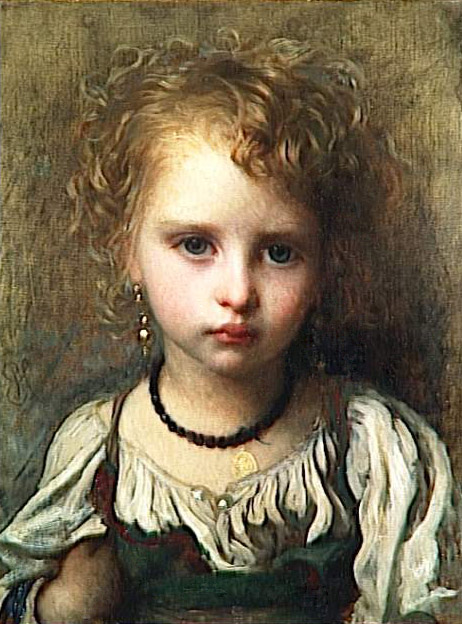
Mona Luccia

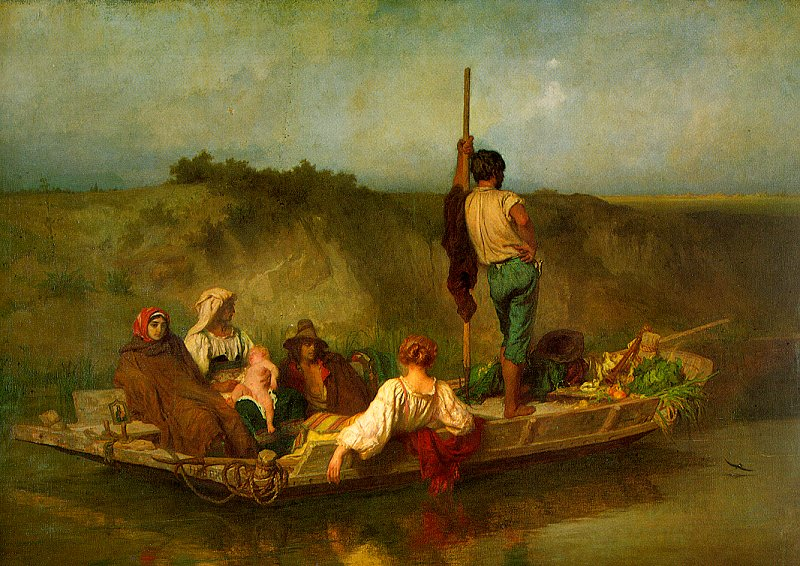
Malaria, 1848

- 1853: Baiser de Judas, La Tronche, Musée Hébert
- 1857: Le fienarole di San Germano, Parigi, Musée Hébert
- 1858: Le donne di Cervara , Parigi, Musée d'Orsay
- 1866: Roma sdegnata, Museo di Roma
- 1867: Portrait de la princesse Christine Bonaparte, La Tronche, Musée Hébert
- 1871: Mona Luccia, Paris, Musée Hébert
- 1872: Vierge de la Délivrance, La Tronche, Musée Hébert
- 1873: Portrait de Napoléon III., La Tronche, Musée Hébert
- 1880: La Musique, Parigi, Musée du Petit Palais
- 1883: Petit savoyard endormi, Parigi, Musée Hébert
- 1883: Petit violoneux endormi, Parigi, Musée Hébert
- 1892: Portrait de la baronne Eléonore d'Uckermann, Parigi, Musée Hébert
- 1895: Le sommeil de l'enfant Jésus, Paris, Musée Hébert
- 1897: La marquise de Modène, Paris, Musée d'Orsay
- 1899: Portrait de la baronne de Laduye, La Tronche, Musée Hébert
- 1905: Portrait de Lily Schneider, comtesse de Ganay, La Tronche, Musée Hébert